# Martin Elmer
Robert Cecil Martin Elmer Berg (20. februar 1930 – 29. november 2008), kendt som Martin Elmer, var en dansk forfatter af børne- og voksenlitteratur, såvel skøn- som faglitteratur. Han skrev de fleste bøger under navnet Robert C. Berg.
Martin Elmer var født i København og debuterede i 1949 med novellen Drengen der ville være brandmand. Han blev uddannet journalist i Oslo (1949-50) og har skrevet inden for en lang række genrer. I bogform debuterede han i 1959 med romanen Verden uden drøm, og han har skrevet en række romaner for både børn og voksne. Den sidste blev Askepots dagbog, der blev udgivet i 2007.
Elmer var meget engageret i en række samfundsforhold og en overgang opstillet til Folketinget for Retsforbundet. Han var homoseksuel og skrev også om dette emne. Som den første i landet skrev han en kronik herom i Social-Demokraten i 1956, og senere var han (1962-71) redaktør af Vennen, et tidsskrift for homofile. Han skrev en række fagbøger om blandt andet homoseksualitet og politik. Han sad i bestyrelsen for Dansk Forfatterforening (1971-79) og i repræsentantskabet for Statens Kunstfond (1972-79).
Siden 1963 dannede han par med Erik Fink, som han indgik registreret partnerskab med i 1994. Parret flyttede i 1979 til Torremolinos, hvor de boede til Elmers død.

## Udvalgt bibliografi
- Verden uden drøm, roman 1959
- Broen ved Argenteuil, roman 1960
- Min spanske yngling, roman 1963
- Rodløs, roman 1965
- Politikeren, roman 1973
- Selvmordsrapporten, fagbog 1974
- En systemkritikers død, roman 1979
- Malurt, novellebidrag 1982
- Efterklange, roman 1999
- Lidt støv fra en sommerfugls vinger, roman 2002.
- Askepots dagbog, børnebog 2007